# 涅波沃米采城堡

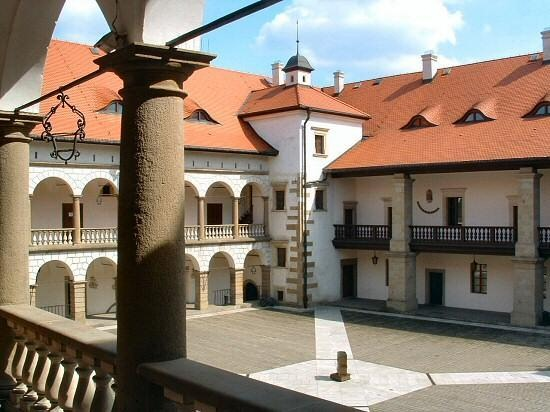

涅波沃米采皇家城堡（Niepołomice Royal Castle）是波蘭的一座城堡，位於波蘭南部城鎮涅波沃米采。這座城堡最初是修建於14世紀中期的哥特式城堡。該城堡後來重建為後期文藝復興式建築，並有第二瓦維爾山之稱。

## 外部連結
- （波兰語） Muzeum Niepołomickie （页面存档备份，存于）

50°47′50″N 20°27′37″E / 50.79722°N 20.46028°E